# Lijst van Russische literaire schrijvers
Dit is een lijst met bekende auteurs in de Russische literatuur:

## A
- Fjodor Abramov
- Bella Achmadoelina
- Anna Achmatova
- Chinghiz Aitmatov
- Boris Akoenin
- Ivan Aksakov
- Konstantin Aksakov
- Sergej Aksakov
- Vasili Aksjonov
- Mark Aldanov
- Svetlana Aleksijevitsj
- Andrej Amalrik
- Leonid Andrejev
- Pavel Annenkov
- Innokenti Annenski
- Aleksej Arboezov
- Vladimir Arsenjev
- Michail Artsibasjev
- Nikolaj Asejev
- Viktor Astafjev
- Arkadi Avertsjenko

## B
- Isaak Babel
- Eduard Bagritski
- Dmitri Bakin
- Grigori Baklanov
- Konstantin Balmont
- Natalja Baranskaja
- Jevgeni Baratinski
- Konstantin Batjoesjkov
- Pavel Bazjov
- Demjan Bedny
- Vissarion Belinski
- Aleksander Beljajev
- Andrej Bely
- Nina Berberova
- Olga Berggolts
- Andrej Bitov
- Vasili Bjelov
- Aleksandr Blok
- Michail Boelgakov
- Valentin Boelgakov
- Kir Boelytsjov
- Ivan Boenin
- David Boerljoek
- Jevgeni Bogdanovitsj
- Jelena Bonner
- Valeri (Willi) Brainin-Passek
- Lili Brik
- Osip Brik
- Valeri Brjoesov
- Joseph Brodsky
- Dmitri Bykov

## C
- Daniil Charms
- Jevgeni Chirikov
- Velimir Chlebnikov
- Vladislav Chodasevitsj
- Aleksej Chomjakov

## D
- Vladimir Dal
- Joeli Daniël
- Denis Davydov
- Anton Delvig
- Irina Denesjkina
- Gavrila Derzjavin
- Nikolaj Dobroljoebov
- Joeri Dombrovski
- Anna Dostojevskaja
- Fjodor Dostojevski
- Sergej Dovlatov

## E
- Ilja Erenburg

## F
- Aleksandr Fadejev
- Konstantin Fedin
- Afanasi Fet
- Pavel Filonov
- Dmitri Foermanov
- Denis Fonvizin

## G
- Arkadi Gajdar
- Rubén Gallego
- Vsevolod Garsjin
- Gaito Gazdanov
- Vladimir Giljarovski
- Jevgenija Ginzburg
- Lidija Ginzburg
- Fjodor Gladkov
- Nikolaj Goemiljov
- Nikolaj Gogol
- Ivan Gontsjarov
- Maksim Gorki
- Sergej Gorodetski
- Daniil Granin
- Aleksandr Gribojedov
- Dmitri Grigorovitsj
- Aleksandr Grin
- Vasili Grossman
- Ilja Gruzdev

## H
- Aleksandr Herzen
- Zinaida Hippius

## I
- Ilja Ilf
- Ilf en Petrov
- Vera Inber
- Fazil Iskander
- Aleksej Ivanov
- Georgi Ivanov
- Vjatsjeslav Ivanov
- Vsevolod Ivanov

## J
- Venedikt Jerofejev
- Viktor Jerofejev
- Sergej Jesenin
- Jevgeni Jevtoesjenko

## K
- Vasili Kamenski
- Nikolaj Karamzin
- Nikolaj Karazin
- Vladimir Karpov
- Ivan Katajev
- Valentin Katajev
- Veniamin Kaverin
- Yuri Kazakov
- Vladimir Kazakov
- Nikolaj Kloejev
- Aleksandr Koeprin
- Andrej Koerkov
- Michail Koezmin
- Anatoli Koeznetsov
- Aleksej Koltsov
- Michail Koltsov
- Lev Kopelev
- Vladimir Korolenko
- Arsen Kotsojev
- Pjotr Krasnov
- Aleksej Kroetsjonych
- Barbara Juliana von Krüdener
- Ivan Krylov
- Sigizmund Krzizjanovski

## L
- Anna Larina
- Leonid Leonov
- Konstantin Leontjev
- Michail Lermontov
- Nikolaj Leskov
- Eduard Limonov
- Sergej Loekjanenko
- Anatoli Loenatsjarski
- Lev Loents
- Michail Lomonosov

## M
- Vladimir Majakovski
- Vladimir Makanin
- Anton Makarenko
- Vladimir Maksimov
- Dmitri Mamin-Sibirjak
- Nadezjda Mandelstam
- Osip Mandelstam
- Anatoli Marienhof
- Samoeil Marsjak
- Leonid Martynov
- Dmitri Merezjkovski
- Nikolaj Michailovski
- Slava Mogutin

## N
- Vladimir Nabokov
- Semen Nadson
- Nikolaj Nekrasov
- Viktor Nekrasov
- Vladimir Nemirovitsj-Dansjenko
- Nikolaj Nikitin
- Pjotr Niloes

## O
- Vladimir Obroetsjev
- Vladimir Odojevski
- Irina Odojevtseva
- Loedmila Oelitskaja
- Gleb Oespenski
- Nikolaj Ogarov
- Boelat Okoedzjava
- Joeri Oljesja
- Aleksandr Ostrovski
- Nikolaj Ostrovski

## P
- Vera Panova
- Sofia Parnok
- Aleksej Parsjtsjikov
- Boris Pasternak
- Konstantin Paustovski
- Pjotr Pavlenko
- Oleg Pavlov
- Viktor Pelevin
- Ljoedmila Petroesjevskaja
- Jevgeni Petrov
- Vladimir Petsjerin
- Boris Pilnjak
- Dimitri Pisarev
- Aleksej Pisemski
- Andrej Platonov
- Aleksandr Poesjkin
- Elisaveta Polonskaja
- Jakov Polonski
- Nikolaj Pomjalovski
- Jevgeni Popov
- Vladimir Pozner
- Dmitri Prigov
- Michail Prisjvin
- Kosma Proetkov

## R
- Aleksandr Radisjtsjev
- Valentin Raspoetin
- Aleksej Remizov
- Jevgeni Rijn
- Panteleimon Romanov
- Vasili Rozanov
- Robert Rozjdestvenski
- Anatoli Rybakov

## S
- Michail Saltykov
- Genrich Sapgir
- Jevgeni Schwartz
- Ilja Selvinski
- Aleksander Serafimovitsj
- Victor Serge
- Igor Severjanin
- Konstantin Simonov
- Andrej Sinjavski
- Varlam Sjalamov
- Vadim Sjersjenevitsj
- Lev Sjestov
- Ivan Sjmeljov
- Vasili Sjoeksjin
- Michail Sjolochov
- Stepan Skitalets
- Aleksandr Skorobogatov
- Boris Sloetski
- Michail Slonimski
- Aleksander Soemarokov
- Viktor Soevorov
- Sasja Sokolov
- Fjodor Sologoeb
- Vladimir Solovjov
- Aleksandr Solzjenitsyn
- Pitirim Sorokin
- Vladimir Sorokin
- Nikolaj Stankevitsj
- Arkadi en Boris Stroegatski

## T
- Alexander Tarasov-Rodionov
- Arseni Tarkovski
- Nadezjda Teffi
- Nikolaj Telesjov
- Vladimir Tendrjakov
- Nikolaj Tichonov
- Fjodor Tjoettsjev
- Ivan Toergenjev
- Aleksej Konstantinovitsj Tolstoj
- Aleksej Nikolajevitsj Tolstoj
- Leo Tolstoj
- Tatjana Tolstaja
- Sofia Tolstaja
- Vasili Tredjakovski
- Joeri Trifonov
- Anton Tsjechov
- Michail Tsjechov
- Nikolaj Tsjernysjevski
- Lidija Tsjoekovskaja
- Kornej Tsjoekovski
- Marina Tsvetajeva
- Leonid Tsypkin
- Aleksandr Tvardovski
- Joeri Tynjanov

## V
- Konstantin Vaginov
- Georgi Vajner
- Dmitri Venevitinov
- Vikenti Veresajev
- Pjotr Vjazemski
- Georgi Vladimov
- Vladimir Vojnovitsj
- Solomon Volkov
- Maksimilian Volosjin
- Andrej Voznesenski
- Alexander Vvedensky
- Vladimir Vysotski

## Z
- Nikolaj Zabolotski
- Michail Zagoskin
- Boris Zajtsev
- Jevgeni Zamjatin
- Aleksandr Zinovjev
- Vasili Zjoekovski
- Michail Zosjtsjenko